# Polyphylla irrorata
Polyphylla irrorata är en skalbaggsart som beskrevs av Friedrich-August von Gebler 1841. Polyphylla irrorata ingår i släktet Polyphylla och familjen Melolonthidae. Inga underarter finns listade i Catalogue of Life.